# Тіна Пересунько
Тіна Пересунько (нар. 16 жовтня 1982 в Києві) — українська дослідниця, журналістка, культурна менеджерка, авторка й популяризаторка дослідження з історії інтернаціоналізації «Щедрика» та світових гастролей капели Олександра Кошиця, як проєкту культурної дипломатії України.

## Творча біографія
Закінчила Міжрегіональну академію управління персоналом за фахом «магістр міжнародного маркетингу та реклами» (дипломна праця: «Формування інструментів соціального маркетингу у просуванні національного культурного продукту») й аспірантуру Інституту української археографії та джерелознавства ім. М. С. Грушевського НАН України за спеціальністю «всесвітня історія», здобула післядипломну освіту за напрямком «Культурна дипломатія XXI століття» при університеті Collegium Civitas.
Упродовж 2006—2008 років працювала ведучою на Радіо Культура. У 2006—2007 роках разом із Кирилом Стеценком організовувала у Києві фестивалі «Українське Різдво» й «Стеценків Великдень». У 2008—2009 роках працювала в Міністерстві культури та інформаційної політики України на посаді прес-секретарки відомства. 2010 року розробила на замовлення Інституту Адама Міцкевича звіт національної політики України в галузі виконавських мистецтв. У 2011 році — керівниця інтернет-порталу «Культура» Національного газетно-журнального видавництва. Упродовж 2011—2012 років: стипендіатка польсько-американської Програми Лейна Кіркланда. Учасниця Революції Гідності.
Авторка низки наукових та публіцистичних праць з історії та практики культурної дипломатії України, Польщі, США. Упорядниця вуличної виставки «Культурна дипломатія України: світовий тріумф Щедрика», яка упродовж 2018—2019 рр. експонувалася у Києві біля будівель Національної опери України, Міністерства закордонних справ, Верховної Ради України, Національного музею історії України, у фойє Центрального залізничного вокзалу та в 11 містах на Сході України.
З метою відзначення у 2019 році 100-річчя культурної дипломатії України упорядкувала й опублікувала збірник архівних документів «Світовий тріумф „Щедрика“ — 100 років культурної дипломатії України» та однойменну виставку, які презентувала за участі представників влади в Дипломатичній академії при МЗС України, у Верховній Раді України (до 100-річчя ухвалення першого в Україні закону в галузі культурної дипломатії) та в Кабінеті Міністрів України. У працях вперше в історіографії опублікувала понад півтисячу раніше невідомих архівних документів з історії світового турне Української Республіканської Капели й культурної дипломатії УНР, встановила дати світової прем'єри «Щедрика» Миколи Леонтовича у 17 країнах Західної Європи, Північної й Південної Америки у 1919—1924 роках.
У травні 2019 року презентувала на Книжковому арсеналі книгу «Культурна дипломатія Симона Петлюри: „Щедрик“ проти „русского мира“. Місія капели Олександра Кошиця (1919—2024)», що здобула відзнаку XXI Всеукраїнського рейтингу «Книжка року-2019» в номінації «Минувшина: популярні видання/історична белетристика». У жовтні 2019 року разом із київським офісом Програми імені Фулбрайта провела у Національній філармонії України концерт «Від Щедрика до Carol of the Bells» на відзначення 100-річчя культурної дипломатії України.
2021 року досліджувала в США історію американського турне хору О. Кошиця як стипендіатка Програми імені Фулбрайта. Співпрацювала з МЗС України в реалізації міжнародної кампанії «Щедрик: магія Різдва» на відзначення 100-річчя американської прем'єри пісні Миколи Леонтовича, авторка контенту першого в світі англомовного цифрового ресурсу з історії «Щедрика» (Ukrainian origin of Carol of the Bell). Спільно з Музеєм видатних діячів української культури організувала до 145-річчя з дня народження Миколи Леонтовича музейну виставку «Я співаю, отже існую», під час якої уперше в Україні експонувався оригінал рукопису «Щедрика». Авторка дослідження «Щедрик. Відома пісня з невідомою історією», перекладеного на англійську, французьку, португальську й польську мови.
2022 року за матеріалами дослідження Тіни Пересунько вийшов документальний фільм «Щедрик проти русского міра», вона ж виступила співсценаристкою кінострічки. Також за матеріалами книг і публікацій дослідниці створено серію «Машини часу» Олега Криштопи «Культурна дипломатія: як Петлюра переконував світ, що Україна не Росія» (2017 р.), випуск "ІстФакт про світовий тріумф «Щедрика» (2019 р.) з істориком Володимиром В'ятровичем, анімаційні ролики Ukraïner'а «The Untold Story of „Carol of the Bells“» та «„Щедрик“. Відома пісня з невідомою історією» (2022 р.), випуск «Стерта правда про Щедрик» проєкту «Реальна історія з Акімом Галімовим» (2023 р.), ролик з історії «Щедрика» за участі голлівудських акторок Барбри Стрейзандт й Віри Фарміги (2024 р.) тощо. Дослідження лягло в основу оновлення експозицій Музею Миколи Леонтовича у Тульчині, Музею української діаспори у Києві, встановлення у Києві та Кам'янці-Подільському пам'ятних дошок диригенту Олександру Кошицю та Українській Республіканській Капелі, міні-скульптури «Щедрика» на будинку МЗС України, проведення у різних містах України та світу тематичних виставок, концертів, фестивалів, зокрема, ювілейного концерту в Карнеґі-Гол на відзначення 100-річчя північноамериканської прем'єри «Щедрика».
24 грудня 2023 року дослідниця організувала в Національній філармонії України концерт-реконструкцію «Гай, Рожество!» на відзначення 100-річчя південноамериканської прем'єри «Щедрика». На заході уперше через 100 років Академічна хорова капела Українського радіо під орудою Юлії Ткач відтворила на українській сцені репертуар прем'єрного концерту хору Олександра Кошиця в Карнеґі-Гол й хіти південноамериканського турне колективу. Програму повторили 24 березня 2024 року під час концерту-реконструкції «Прилетіла ластівочка» на сцені Вінницького обласного академічного українського музично-драматичного театру імені Миколи Садовського.
Із 2019 року працює науковою співробітницею відділу джерелознавства новітньої історії України Інституту української археографії та джерелознавства ім. М. С. Грушевського НАН України. Із 2021 року: співзасновниця й голова правління ГО «Інститут Леонтовича».
Правнучка письменника Кузьми Гриба.

## Книги
- Пересунько Т. Світовий тріумф «Щедрика» — 100 років культурної дипломатії України (збірник архівних документів). Київ. «АртЕк», 2018. 200 с. ISBN 978-617-7674-01-5
- Пересунько Т. Культурна дипломатія Симона Петлюри: «Щедрик» проти «русского мира». Місія Капели Олександра Кошиця (1919—1924). Київ. «АртЕк», 2019. 312 с. ISBN 978-617-7674-92-3
- Пересунько Т. Щедрик. Відома пісня з невідомою історією. Київ. Інститут Леонтовича, 2024. 52 с.